# Konungens Stiftelse Ungt Ledarskap
I samband med att kungen fyllde 60 år bildades Konung Carl XVI Gustafs Insamlingsstiftelse Ungt Ledarskap, ofta kallad Konungens Stiftelse Ungt Ledarskap, eller kortare Ungt Ledarskap.
Mod, omtanke och handlingskraft är tre ord som beskriver vad som kännetecknar ett gott värdebaserat ledarskap och som används av stiftelsen.
Sveriges kung Carl XVI Gustaf har i över 50 år varit engagerad i Scouterna i Sverige och internationellt. De värderingar som finns inom scoutrörelsen och vikten av att lyfta fram och sprida ett gott värdebaserat ledarskap är grunden till att Scouterna tog initiativet till att bilda stiftelsen.

## Syfte[2]
Syftet är att arbeta för ungdomars utbildning i ledarskap utifrån scouternas värderingar. Verksamheten handlar bland annat om att:
- Dela ut stipendier till unga ledare för vidare ledarskapsutbildning.
- Utveckling och stöd till scoutrörelsens ledarskapsutbildning.
- Stöd till ungdomars utveckling och utbildning i ledarskap inom ideella organisationer, näringslivet och offentlig sektor.

## Verksamheter
- I samband med konungens födelsedag hålls varje år ett seminarium på slottet med olika föredragshållare.
- På seminariet presenteras årets tre stipendiater till Kompassrosen, som varje år går till unga ledare inom ideell, offentlig och privat sektor.
- I samarbete med Scouternas Folkhögskola genomförs utbildningen Värdebaserat Ledarskap, som riktar sig till unga mellan 20 och 25 år inom ideell sektor.

Stiftelsens verksamhet finansieras genom insamlingar från sponsorer och bidragsgivare som ser betydelsen och behovet av ett värdebaserat ledarskap.